# Plantago hawaiensis
Plantago hawaiensis är en grobladsväxtart som först beskrevs av Samuel Frederick Gray, och fick sitt nu gällande namn av Pilger. Plantago hawaiensis ingår i släktet kämpar, och familjen grobladsväxter. Inga underarter finns listade i Catalogue of Life.